# Eleanor Harvey
Eleanor Harvey, född 14 januari 1995, är en kanadensisk fäktare.
Harvey tävlade för Kanada vid olympiska sommarspelen 2016 i Rio de Janeiro, där hon blev utslagen i kvartsfinalen i florett av tunisiska Inès Boubakri. Vid OS 2024 tog hon brons i florett.